# IC 996
IC 996 ist eine Spiralgalaxie vom Hubble-Typ Sbc im Sternbild Großer Bär am Nordsternhimmel. Sie ist schätzungsweise 144 Millionen Lichtjahre von der Milchstraße entfernt und hat einen Durchmesser von etwa 60.000 Lj.
Im selben Himmelsareal befinden sich u. a. die Galaxien NGC 5526 und IC 995.
Das Objekt wurde am 3. Juli 1888 vom US-amerikanischen Astronomen Lewis Swift entdeckt.